# Regiane Fernanda Silva do Amaral
Regiane Fernanda Silva do Amaral (Botucatu, 13 de maio de 1990) é uma jogadora de futsal brasileira que atua como goleira.

## Biografia e carreira
Amaral é natural de Botucatu, no estado de São Paulo. Ela é graduada em Educação Física. No Prêmio Futsal Awards de 2018, a atleta esteve indicada ao prêmio de Melhor Goleira Do Mundo, tendo ficado na sétima colocação com 290 pontos.
Em abril de 2019, foi convocada para integrar a Seleção Brasileira no 1.º Grand Prix Feminino de Futsal. Em junho, o Brasil sagrou-se campeão da competição após derrotar a Argentina por 11 a 0 na final. Em dezembro, foi campeã da Copa América derrotando, novamente, a Argentina na final, dessa vez por 4 a 1.
Em outubro de 2020, Amaral foi campeã da Supercopa defendendo o Leoas da Serra. Seu time derrorou o Taboão Magnus por 4 a 1 na final. Em 2021, este indicada ao Prêmio de Melhor Goleira do Mundo no Futsal Awards.
Em 2023, a jogadora integrou a Seleção Brasileira que venceu de forma invicta o 1.º Torneio Internacional de Futsal Feminino de Xanxerê.

## Principais conquistas
Grand Prix Feminino de Futsal
- Campeã – 2019

Copa América
- Campeã – 2019

Supercopa
- Campeã – 2020

Torneio Internacional de Xanxerê
- Campeã – 2023